# Viola profonda
 Viola profonda  är ett fyrsträngat stråkinstrument, vars egen klangfärg fyller ut tenorläget och reformerar den harmoniska relationen och jämvikten i den klassiska stråkkvartetten.

## Instrumentet
I klassiska instrumentfamiljer som till exempel träblåsinstrument, bleckblåsinstrument och även körer, representeras de fyra stämmorna (sopran, alt, tenor, bas) av en egen klangfärg.
Den traditionella stråkkvartetten fyller sin fyrstämmighet med bara tre klangfärger (två violiner, viola, violoncell).
Genom Viola profonda kompletteras den klassiska stråkkvartetten med en egen fjärde klangfärg.
|        | Traditionell stråkkvartett | Reformerad stråkkvartett |
| ------ | -------------------------- | ------------------------ |
| Sopran | Förstaviolin               | Violin                   |
| Alt    | Andraviolin                | Viola                    |
| Tenor  | Viola                      | Viola profonda           |
| Bas    | Violoncell                 | Violoncell               |

Liksom violoncellen ligger en oktav under violan, så ligger viola profonda på motsvarande sätt en oktav under violinen.
- Strängstämning: G – d – a – e¹ eller F – c – g – d¹
- Notskrift: Med G-klav klingar den en oktav djupare och transponerad till C-klav klingar den en kvart djupare än noterat.
- Spelsätt: Viola profonda är större än en viola och spelas vilande på axeln (som en violin eller viola).

## Historik
Konceptet till viola profonda har utvecklats av den bolivianske tonsättaren, dirigenten och instrumentutvecklaren Gerardo Yañez. Det har också namngetts och patenterats i sin fullständiga form. I november 2007 byggdes prototypen och den 2 november 2008 ägde världspremiären rum i Thomaskyrkan i Leipzig. Den 14 januari 2010 spelades viola profonda för första gången i konsert på Berliner Philharmonie.

## Kompositioner
2010
- Viola profonda, piano och bandoneón - Judith Brandenburg.
- ”Toccata Camila” - viola profonda och piano – Miguel Bareilles.
- Viola profonda och stråkorkester – Jorge Gustavo Mejia Medina
- ”Ven” - viola profonda och piano - Judith Brandenburg.
- "3 Duos" (1. Erstarrung, 2. Erregung, 3. Erwartung) – Viola profonda och piano – Helmut Barbe.
- Viola profonda och orkester – Miguel Bareilles.
- Viola profonda och kammarorkester – Udo Agnesens.
- ”Soliloquy” – viola profonda och piano – Daniel Léo Simpson.
- Viola Profonda och piano - Jorge Gustavo Mejia Medina.
- ”Kotti” (Blues) – Reformerad stråkkvartett, piano och slagverk – Gerardo Yañez.

2009
- ”Mística 10” – viola profonda och piano – Alberto Villalpando.

2008
- ”Elegiaco” – viola profonda och gitarr – Carlo Domeniconi.
- ”Prelude”– viola profonda och gitarr – Carlé Costa.
- ”Epitaph” – viola profonda och piano – Helmut Friedrich Fenzl.
- ”Guantanamo” (Blues) – viola profonda och piano – Gerardo Yañez.
- ”Der Titan” (Prelude) – viola profonda solo – Gerardo Yañez.

2002
- ”Ofrenda” (Meditation) – viola profonda solo – Gerardo Yañez.